# اوموایگاوا
اُوموایگاوا (به ژاپنی: 思川 オモイガワ Omoigawa) نام علمی
(’Cerasus ×subhirtella ‘Omoigawa) نام یک نوع درخت ساکورای باغی است. ارتفاع درخت ۵–۸ متر است.
- تعداد گلبرگ: ۸–۱۲ عدد
- رنگ: صورتی کم‌رنگ
- قطر گل: ۲٫۵ تا ۳ سانتیمتر
- زمان گل‌دهی:اوایل تا اواسط ماه آوریل